# ورنن، شهرستان مدیسون، میسیسیپی
ورنن، شهرستان مدیسون، میسیسیپی (به انگلیسی: Vernon, Madison County, Mississippi) یک منطقهٔ مسکونی در ایالات متحده آمریکا است که در شهرستان مدیسون، میسیسیپی واقع شده‌است.

## خصوصیات
ورنن ۵۷٫۹۱ متر بالاتر از سطح دریا واقع شده‌است.